# Манфред (поема)
„Манфред“ (на английски: „Manfred“) е философска и драматична поема – трагедия на лорд Байрон, публикувана за първи път изцяло през юни 1817 г. Тя е дебют на Байрон като драматург и е едно от най-дълбоките и значими произведения на поета в диалогичния жанр. Не без основание се счита за апотеоз на песимизма на Байрон. Съдържа свръхестествени елементи, в унисон с популярността на историите за призраци по това време в Англия.

## История
Поемата е създадена между 1816 и 1817 г., вдъхновена от престоя на Байрон в Швейцария през 1816 г., по време на който поетът прави множество пътувания до високите Алпи.
Стиховете на Байрон, издържани в традицията на готическия роман, са създадени почти едновременно с „Франкенщайн“ на Мери Шели и са едно от най-важните произведения на литературата на ужасите в английския романтизъм.
Авторът нарича „Манфред“ „ метафизична драма “. Творбата описва вътрешните преживявания и духовните мъки на главния герой, причинени от тежко чувство за вина поради някакъв мистериозен акт, извършен в миналото. Манфред търси спасение и изкупление при различни „духове“, но накрая умира.
Произведението съдържа автобиографични елементи, тъй като е написано малко след тежките събития в живота на Байрон, свързани с личния му живот, причинили заминаването му от Великобритания в Швейцария.

## Сюжет
Манфред е феодален владетел на едно селище в Алпите. Той е богат, учен, но душата му сякаш се измъчва от спомена за голямо престъпление и той се скита в алпийските планини. Измъчван от фаталните въпроси на битието, от изгаряща меланхолия на безнадеждност и спомена за престъпното минало, той изпитва тежки душевни страдания. Манфред се занимава с тайнственото изкуство на магията, дълбоко прониква в тайните му и може властно да комуникира с мощни адски сили, но нито те, нито нищо на света може да му даде забравата, която той единствено иска. Споменът за починалата Астарта, някога страстно обичана от него, гризе и гложди сърцето му и безграничното отчаяние на Манфред няма граници, няма край.
Пред Манфред се появява алпийската фея в дъгата от пръските на водопад. Следва картина на прост, беден, но свободен живот на планинските обитатели.
Подземните дворци на Ариман. Адска оргия. Поява на Манфред сред вакханалията. Призоваване и появяване на сянката на Астарта. Смърт и прошка за Манфред.
„Манфред“ става известен главно благодарение на композиторите Шуман и Чайковски, които създават музикални композиции по този сюжет.